# Estrela de Papel
Estrela de Papel é o quinto álbum da carreira e o quarto álbum de estúdio pelo cantor Jessé, lançado no final de 1983, pela gravadora RGE.

## Faixas
1. Estrela de papel (Carlitos) (Elifas Andreato, Jessé)
2. Farsante (Elifas Andreato, Jessé)
3. Maria Bethânia - Participação Especial: Nelson Gonçalves (Capiba)
4. Minha cidade (Elifas Andreato, Jessé)
5. Um dia... (Un jour, un enfant) (E.Marnay, E. Stern, Vrs. Elifas Andreato)
6. Rosas de maio (Bubuska)
7. Casamento de uma Maria (Carlos Moura, Ronaldo de Andrade)
8. Tempo de fé (Lula Barbosa)
9. Pedrinho (Victor Assis Brasil)
10. Uma mulher (Elifas Andreato, Jessé)
11. Coroa de espinho (Sergio Souto, Jota Maranhão)
12. Oração da noite (Jessé)

- Nelson Gonçalves gentilmente cedido pela RCA (faixa 3)

## Ficha Técnica
- Produtor Fonográfico: Comercial Fonográfico RGE Ltda.